# Міністерство у справах діаспори та боротьби з антисемітизмом
Міністерство у справах діаспори та боротьби з антисемітизмом (івр. ‏משרד התפוצות והמאבק באנטישמיות) — урядова установа Ізраїлю, яка контролює зв'язки держави Ізраїль з єврейською діаспорою, та боротьбу з антисемітизмом на міжнародній арені. Для цих цілей до складу міністерства включено Державну рекламну компанію та Державне управління журналістики. Міністерство інформації та діаспори Ізраїлю працює в тісному зв'язку з посольствами та консульствами Ізраїлю по всьому світу та з «Сохнутом».